# 소스트

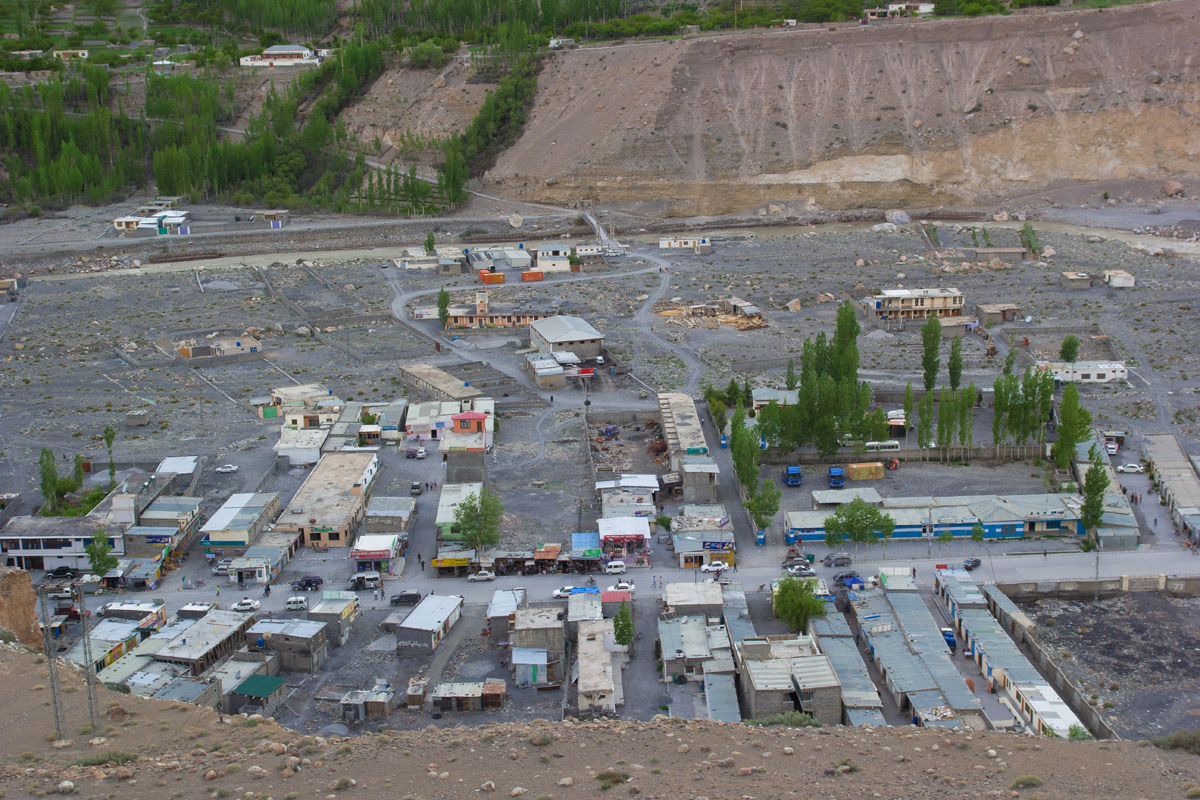

소스트(Sust 또는 Sost)는 파키스탄 길기트발티스탄의 고잘(Gojal) 지역에 위치한 조그마한 마을이다. 이곳은 카라코람 고속도로에서 중국 국경을 넘기 전 파키스탄에 속하는 마지막 마을이다. 이 마을은 카라코람 고속도로를 여행하는 사람에게 매우 유용한 곳으로, 세관과 출입국 관리소가 존재하며 중국과 교역을 위한 각종 화물 창고들이 존재한다.
중국과 파키스탄 국경을 넘는 사람들은 이곳에서 출입국 절차를 마쳐야 하며, 중국과의 국경 버스를 갈아타거나 파키스탄 북부지역으로 가는 교통편을 구할 수 있다.

## 교통
소스트에는 중국으로 가는 국제 버스가 있으며, 이 버스는 중국의 카슈가르로 연결하거나 중국 국경 도시인 타슈구르간으로 연결된다. 버스는 매일 아침 이른 시간에 출발하며, 출입국 사무소와 세관 업무는 버스 승차 후 이루어진다.
버스로 쿤자랍 고개를 넘어서 타슈구르간까지 이동하는 데는 약 10시간이 소요되며, 승객들은 이곳에서 하룻밤을 지내야 한다. 다음날 아침 카슈가르로 이동하는 사람은 같은 버스를 이용하거나 버스를 갈아타면 된다.
버스의 티켓은 NATCO 버스 사무소에서 구할 수 있다.
또한 파키스탄 북부 지역으로 가는 버스나 교통편은 비교적 쉽게 찾아볼 수 있는데, 파키스탄 정부에서 운영하는 NATCO 버스를 이용하거나, 개인 사륜구동 지프 등을 빌릴 수도 있다. 버스는 카라코람 고속도로를 따라 훈자, 길깃 등을 지나 이슬라마바드까지 운행된다. 훈자까지는 약 3시간, 길깃까지는 약 6시간 정도 걸린다.

## 숙소
국경 지역인 이곳은 숙소는 비교적 쉽게 구할 수 있으나, 그리 고급스러운 숙소는 찾아볼 수 없다. 숙소에서는 대부분 간단한 잠자리와 적당한 음식을 제공한다. 편안한 고급 숙소를 구하기 위해서는 길깃이나 훈자로 나가야한다.

## 환전
소스트에는 중국으로 가는 여행자를 위한 사설 환전소가 많다. 하지만 이곳의 환율은 매우 좋지 않으므로,  길기트 같은 큰 도시에서 파키스탄 루피를 중국 위안화로 바꾸는 편이 낫다.
하지만 파키스탄 루피는 중국 타슈구르간에서는 환율이 더욱 좋지 않으므로, 이곳 사설 환전소에서 환전하는 것이 이득이다.

## 같이 보기
- 카라코람 고속도로
- 길깃
- 길기트발티스탄
- 카라코람산맥